# Knights Landing (Kalifornija)
Knights Landing je naseljeno područje za statističke svrhe u američkoj saveznoj državi Kalifornija. Prema popisu stanovništva iz 2010. u njemu je živjelo 995 stanovnika.